# Rudolf Prokoph
Rudolf Prokoph est un entraîneur de football allemand actif de 1935 à 1955.

## Carrière
En 1935-1936, il est entraîneur du TSV 1860 Munich en Gauliga Bavière.
En 1948-1949, il entraîne le Preußen Münster. En 1951-1952, il qualifie le VfL Osnabrück pour le tour final pour le titre. Le club, troisième du groupe 2, n'est pas qualifié pour la phase à élimination directe.
Enfin, en 1954-1955, il est connu comme entraîneur du Westfalia Herne.